# Macrorrhyncha gallica
Macrorrhyncha gallica är en tvåvingeart som beskrevs av Chandler och Blasco-zumeta 2001. Macrorrhyncha gallica ingår i släktet Macrorrhyncha och familjen platthornsmyggor.
Artens utbredningsområde är Frankrike. Inga underarter finns listade i Catalogue of Life.